# 米哈伊爾·蕭洛霍夫
米哈伊爾·亞歷山德羅維奇·蕭洛霍夫（俄语：Михаи́л Алекса́ндрович Шо́лохов；1905年5月24日—1984年2月21日），蘇聯作家。連任多屆蘇共中央委員，當過蘇聯作家協會書記，并兩次獲得社會主義勞動英雄勳章。
1922年，前往莫斯科，加入青年近卫军，隔年與一位哥薩克的女教師瑪麗姬·格羅斯拉伕斯卡婭結婚。並發表第一部短篇小說《胎記》。1924年他回到頓河開始創作，1928年《靜靜的頓河》第一部在苏联《十月》杂志上发表就聲譽鵲起，立刻受到國內外的矚目，在德國銷售量甚至超過雷馬克的《西線無戰事》，年輕的蕭洛霍夫躍昇世界級作家。1956年除夕至1957年元旦，在《真理報》連載《一個人的遭遇》。1965年以《靜靜的頓河》一書榮獲諾貝爾文學獎。另一部長篇《新墾地》是《靜靜的頓河》的續作。
1999年，《静静的顿河》手稿被發現存於蕭洛霍夫密友庫達紹夫的遠親家中。當時的俄羅斯總統普京下令財政部籌款，以50萬美元購得，俄羅斯文獻鑑定專家委員會鑑定手稿確為肖洛霍夫手跡，目前珍藏於「高爾基世界文學研究所」。聯合國教科文組織決定，2005年命名為“肖洛霍夫年”。

## 著作
- 《静静的顿河》四卷，中文版1988人民文学出版社
- 《新垦地》（旧译《被开垦的处女地》）两部，中文版1984安徽人民出版社
- 《一个人的遭遇》，中文版1973北京大学俄语系批判材料
- 《他们为祖国而战》，中文版1973上海人民出版社
- 《顿河故事》，中文版1959上海文艺出版社
- 《考验》
- 《三》
- 《钦差》
- 《浅蓝的原野》
- 《肖洛霍夫文集》全8卷，中文版2000人民文学出版社
- 《肖洛霍夫全集》全16卷，中文版2018上海文艺出版社

## 外部連結
- 米哈伊爾·蕭洛霍夫 at Goodreads
- 米哈伊爾·蕭洛霍夫在豆瓣上的资料（简体中文）
- 陈为人. . 社会科学论坛. 2009年, (3): 116–144. ISSN 1008-2026. （原始内容存档于2020年4月6日） –凤凰网历史频道 （中文（中国大陆））.
- Шолохов, Михаил Александрович （页面存档备份，存于） // Герои труда Дона: биобиблиографический справочник / Донская гос. публичная библиотека. — Ростов-н/Д, 2008—2015.